# Amazon Music
Amazon Music (anteriormente Amazon MP3) es una plataforma de transmisión en directo de música y tienda perteneciente a la empresa Amazon. Se publicó la versión beta del servicio el 25 de septiembre de 2007. En enero de 2020, la plataforma contaba con 55 millones de usuarios.

## Historia
El 25 de septiembre de 2007 lanzó la versión beta del servicio.
En enero de 2008 se convirtió en la primera tienda de venta de música en línea sin administración de derechos digitales (DRM) de cuatro marcas musicales de renombre (EMI, Universal, Warner Música y Sony BMG), así como muchas otras independientes. Todos los archivos de música se vendían originalmente a una tasa de bits variables de 256 kilobits por segundo en formato MP3 sin marca de agua ni DRM, aunque ahora algunas puedan llevarlo. Los acuerdos de licencia con compañías de grabación pueden restringir los países donde puede venderse la música.
Tras su éxito en Estados Unidos, Amazon MP3 llegó al Reino Unido el 3 de diciembre de 2008. En Alemania, el 1 de abril de 2009 y en Francia el 10 de junio de 2009. La edición alemana estuvo disponible en Austria y Suiza desde el 3 de diciembre de 2009. La tienda de Amazon MP3 se abrió en Japón el de 10 de noviembre de 2010. Las ediciones española e italiana salieron el 4 de octubre de 2012. La edición mexicana se anunció el 7 de noviembre de 2018.
Amazon lanzó la nube de reproducción como extensión de la tienda de Amazon MP3 en Estados Unidos el 29 de marzo de 2011.
El 17 de septiembre de 2019, Amazon Music anunció el lanzamiento de Amazon Music HD, un nuevo nivel de música de calidad sin pérdidas con más de 50 millones de canciones en alta definición (16 bits / 44,1 kHz) y millones de canciones en ultra alta definición (24 ( bit) / 44 (kHz), 24/48, 24/96, 24/192), la transmisión de audio de mayor calidad disponible. Amazon se encuentra ahora entre Tidal y Qobuz que ofrecen música sin pérdidas para audiófilos.
En enero de 2020, Amazon Music tenía 55 millones de oyentes.

## Catálogo de disponibilidad
Inicialmente, Amazon contaba con más de 2 millones de canciones de más de 180 000 artistas y más de 20 000 etiquetas, incluyendo de sEMI y Universal, exclusivamente a clientes estadounidenses. En diciembre de 2007 Warner anunció que ofrecería su catálogo musical a Amazon MP3 y en enero de 2008, Sony BMG hizo lo propio. El catálogo actual es de 29 millones de canciones.

Disponibilidad global de Amazon Music

En enero de 2008, Amazon anunció que tenía planes de lanzar Amazon MP3 internacionalmente. Amazon limita el acceso internacional a los usuarios mediante la tarjeta de crédito expedida en su país. La primera versión internacional salió a la luz el 3 de diciembre de 2008 en Reino Unido. Alemania, Austria, Francia, Japón, Italia, España, Canadá, e India fueron las versiones posteriores que siguieron a la inglesa.
Además de las compras de música digital, Amazon Music también tiene servicio de retransmisión de música. Prime Music es un servicio de retransmisión ilimitado de un catálogo de música finito, disponible en para los usuarios de Amazon Prime en varios países desde mediados de 2014. Música sin límites, un servicio completo de retransmisión que cuenta con su propio sistema de suscripciones independiente desde 2016.

## Plataformas compatibles
Amazon Music retransmite música disponible en el catálogo de Amazon en distintos tipos de dispositivos y plataformas, entre las que se incluye macOS, iOS, Windows, Android, FireOS, Alexa y diversos automóviles y TVs. Se puede acceder al catálogo musical de Amazon desde Amazon.
El catálogo musical de Amazon está disponible desde la web de Amazon, donde puede buscar por artista y título de la canción, además de la aplicación específica con reproductor de música. Para descargar la música comprada, Amazon ofrece un reproductor de música (que funciona en Windows 7 o superior y Mac OS X 10.9 o superior) o un archivo ZIP con las canciones en formato MP3 (descargable desde cualquier plataforma con navegador web).
Amazon Music tenía aplicaciones adicionales, como una para Blackberry y otra para Palm. Hoy en día ya no están disponibles. Además, anteriormente había una aplicación independiente para Mac OS X y Windows llamada Amazon Music Downloader, pero ya no está disponible. Su uso era estrictamente aplicado a descargar canciones, no tenía función de reproductor.

## Asociaciones
El 1 de febrero de 2008, Pepsi introdujo publicidad en asociación con Amazon MP3. Los clientes podían intercambiar puntos ofrecidos en más de 4 mil millones de botellas de Pepsi para canjearlos por descargas de música MP3 de Warner, EMI, y Sony BMG (aún no de Universal).
El título de Rockstar Games Grand Theft Auto IV salió en 2008 y tenía conexión con Amazon MP3. Se podían registrar en la web de Rockstar Games y, desde el Social Club rellenar un formulario para recibir un correo electrónico fuera del juego que contenía un enlace para comprar canciones marcadas de Amazon MP3.
MySpace ha vendido música de Amazon MP3 como parte de la característica de música de MySpace desde septiembre de 2008.

## Reacción
La reacción inicial a Amazon MP3 fue generalmente positiva. El blog no oficial Apple Weblog comentó la ausencia de DRM y, especialmente, los precios más reducidos que en iTunes Plus en su lanzamiento, pero considerando que la experiencia es mejor en iTunes que en la web de Amazon. Om Malik de GigaOM también comentó la ausencia de DRM y su elevada tasa de bits, pero criticó la necesidad de instalar otra aplicación para descargar los álbumes. En general, el analista dijo «…Creo que tiene más sentido buscar en la tienda de Amazon antes de pulsar el botón de comprar en iTunes».
Un estudio de 2007 realizado por Eliot Van Buskirk de Wired News, «Listening Post» investigó por qué Amazon MP3 estaba añadiendo marcas de agua a las canciones con información personal. Van Buskirk citó un comentario de un dirigente de Amazon que decía: «Amazon no aplica marcas de agua. Los archivos generalmente se nos entregan desde etiquetas y algunas de estas usan marcas de agua para identificar al editor que comercializó las canciones (no hay información que identifique al cliente en estos archivos)». El estudio concluyó que dichas canciones pueden recibir marcas de agua para indicar si han sido compradas en Amazon MP3 o no, no hay información que diga quién fue el cliente que compró el archivo MP3. Esta observación se vio reflejada en la política de Amazon del momento.

## Marca de agua
En 2011, sin embargo, la política cambió y algunas canciones fueron etiquetas con la marca de agua «Metadatos de discográfica requeridos», entre otra información, como identificadores únicos:
Incluido en los metadatos de cada archivo MP3 comprado de [Universal Music Group] se encuentra un número aleatorio de asignamientos de Amazon a tu compra, el nombre de la tienda de Amazon, la fecha y hora de compra, códigos que identifican el álbum y la canción (UPC e ISRC), firma digital de Amazon y un identificador que puede usarse para determinar si el archivo de sonido ha sido modificado. Además, Amazon inserta la primera parte de la dirección de email asociada a tu cuenta de Amazon.
La música descargada durante un periodo de tiempo promocional de una suscripción de prueba se bloqueará cuando cumpla la suscripción.

## Reproductor de Amazon Music
El reproductor de Amazon Music (anteriormente llamado Cloud Player) está integrado con Prime y tiene servicios ilimitados, así como la tienda de música para compras (en la mayoría de plataformas). Los reproductores dejan que los usuarios almacenen y reproduzcan su música desde un navegador de web, aplicaciones móviles y de escritorio, Sonos (en Estados Unidos), Bose (en Estados Unidos) y otras plataformas como ciertas televisiones inteligentes. El reproductor de Amazon Music permite crear cuentas con hasta 250 canciones de almacenamiento libre; sin embargo, la música comprada en Amazon MP3 no ocupa espacio en dicho límite de almacenamiento. Cuando la música se almacena en Amazon Music, el usuario puede decidir si descargarla a su dispositivo Android, iOS o equipo de escritorio desde la aplicación Amazon Music.
La música se sube mediante Amazon Music desde PC y Mac. Anteriormente, Amazon ofrecía Amazon MP3 Uploader, que funcionaba con Adobe AIR.
Amazon Music permite hasta 10 dispositivos (equipo, navegador, móvil, etc.) autorizados simultáneamente.  Los clientes pueden revocar el acceso de sus viejos dispositivos desde la interfaz web.
Originalmente venía en lote con Amazon Cloud Drive como aplicación de retransmisión de música, llamado Cloud Player, que permitía a los usuarios reproducir su música almacenada en Cloud Drive desde cualquier equipo o Android con acceso a Internet. Esto se canceló.
Amazon Music para PC se lanzó en mayo de 2013 como programa descargable para Windows para reproducir música desde fuera del navegador. La versión de OS X de Amazon Music se lanzó en octubre de 2013.
El 8 de diciembre de 2015, Amazon Prime Music comenzó a estar disponible en el sistema de sonido inalámbrico HEOS de Denon® Electronics, añadiendo un nuevo mercado de retransmisión para los entusiastas de la música.
El 12 de octubre de 2016, Amazon Music Unlimited se lanzó en Estados Unidos. Music Unlimited es servicio de retransmisión de un catálogo completo de música sin límite, disponible mediante una suscripción mensual o anual. Está disponible sin necesidad de tener cuenta de Amazon Prime. Este servicio se expandió a los usuarios de Reino Unido, Alemania y Austria el 14 de noviembre de 2016.

### Recepción
Muchos de los comentarios con el lanzamiento de Amazon Music se enfocaban en su legalidad, ya que Amazon lanzó el servicio sin la aprobación de las productoras. Amazon dijo oficialmente que «Cloud Player es una aplicación que permite a los clientes administrar y reproducir su propia música. Es igual que la innumerable cantidad de aplicaciones de administración de archivos multimedia. No necesitamos una licencia para que Cloud Player sea legal". La web de tecnología Ars Technica dijo que era lógico, ya que los usuarios subían y reproducían su propia música, así que las licencias debían de haber sido adquiridas de forma original por los usuarios, los cuales reproducen dichos archivos del mismo modo que lo harían desde un disco duro externo o un reproductor de sonido digital. Techdirt dijo que Cloud Player simplemente «permite que la gente reproduzca y almacene los archivos de música que ya tienen, así como retransmitirlos por Internet. ¿Para qué va a necesitar una licencia adicional que permita a esta gente escuchar música que a tiene?"
Las productoras reaccionaron ante el lanzamiento de Cloud Player, insistiendo en que las licencias eran necesarias para este servicio.
Denise Howell, abogada de la propiedad intelectual, dijo que «la legalidad de un almacenamiento en la nube y su acceso remoto a elementos que ya había adquirido el usuario final, es de sentido común», pero permitió a las productoras tomar acciones legales contra otros servicios de música en línea, advirtiéndoles de que tendrían «pronunciamientos judiciales definitivos y reñidos» para solucionar dichos asuntos.